# Liste von Schiffen mit dem Namen Savannah
Savannah ist ein mehrfach genutzter Name von Schiffen. Benannt sind die Schiffe nach der Stadt Savannah im US-Bundesstaat Georgia. 

## Schiffsliste
| Bezeichnung | Schiffsart           | Klasse / Typ    | Baujahr | Bauwerft                                      | Eigner                                | Dienstzeit | Verbleib                                 | Bild |
| ----------- | -------------------- | --------------- | ------- | --------------------------------------------- | ------------------------------------- | ---------- | ---------------------------------------- | ---- |
| Savannah    | Galeere              |                 | 1799    | John Patterson, Savannah                      | United States Navy                    | 1799–1802  | 1802 verkauft                            |      |
| Savannah    | Raddampfer           |                 | 1819    | Fickett & Crocker, New York                   | Savannah Steam Ship Company           | 1819–1821  | 1821 gestrandet                          |      |
| Savannah    | Fregatte             |                 | 1842    | New York Naval Shipyard                       | United States Navy                    | 1843–1862  | 1883 verkauft                            |      |
| Savannah    | Kanonenboot          |                 | 1856    |                                               | Confederate States Navy               | 1861–1863  | 1863 gestrandet                          |      |
| Savannah    | Panzerschiff         | Richmond-Klasse | 1863    | H. F. Willink, Savannah                       | Confederate States Navy               | 1863–1864  | 1864 verbrannt                           |      |
| Savannah    | U-Boot-Begleitschiff |                 | 1899    | Flensburger Schiffbau-Gesellschaft, Flensburg | United States Navy                    | 1917–1934  | 1942 in Orbis umbenannt, 1954 abgewrackt |      |
| Savannah    | Leichter Kreuzer     | Brooklyn-Klasse | 1937    | New York Shipbuilding, Camden                 | United States Navy                    | 1938–1947  | 1966 abgewrackt                          |      |
| Savannah    | Frachtschiff         |                 | 1962    | New York Shipbuilding, Camden                 | United States Maritime Administration | 1962–1970  | Museumsschiff                            |      |
| Savannah    | Flottenversorger     | Wichita-Klasse  | 1970    | Fore River Shipyard                           | United States Navy                    | 1970–1995  | 2009 abgewrackt                          |      |